# Остроклювый земляной вьюрок
Остроклю́вый земляно́й вьюро́к (лат. Geospiza difficilis) — вид певчих птиц из семейства танагровых, эндемик Галапагосских островов. Выделяют два подвида.

## Описание

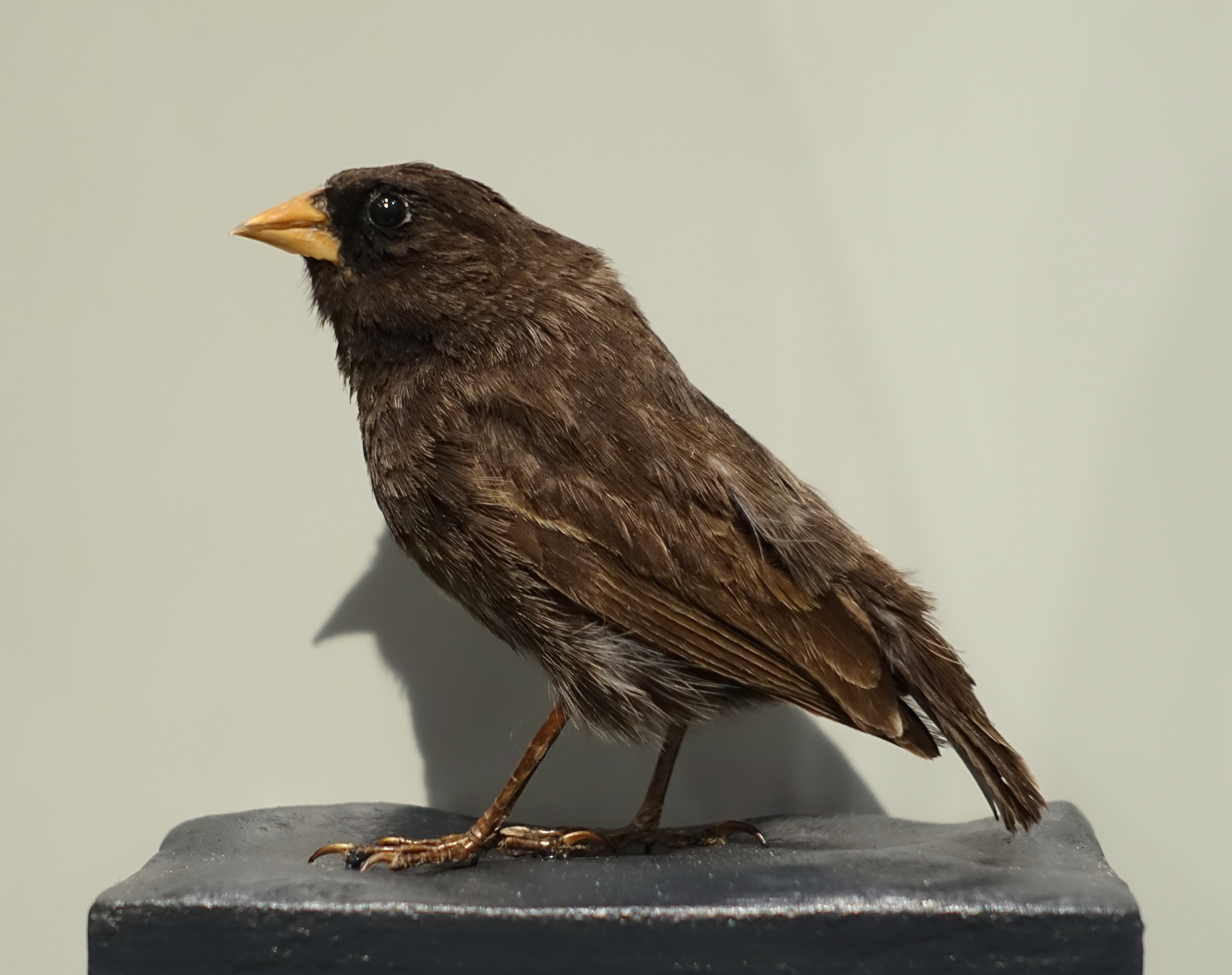
Чучело самца

Остроклювый земляной вьюрок достигает длины 11—12 см и массы от 12,3 до 20 г. Небольшой наземный вьюрок с маленьким, остро заострённым клювом (длина которого заметно превышает высоту) и прямой вершиной, что придает клюву более заострённый и длинный вид; хвост относительно короткий и слабый на вид. Выражен половой диморфизм. Самец почти полностью чёрный, со слегка коричневатыми крыльями и хвостом, нижние кроющие перья хвоста с белой каймой; радужная оболочка тёмная; клюв чёрный в период размножения, становится коричневым с оранжевым оттенком у основания и жёлтым на кончике в переходный период и оранжево-жёлтым вне периода размножения; ноги черноватые. У самки голова до горла и верхняя часть тела тёмно-оливково-коричневые с коричневатой или оливково-серой окантовкой (голова выглядит слабо испещрённой прожилками, а верхняя часть тела скорее чешуйчатая); крылья тёмно-коричневые с желтовато-коричневой окантовкой, перья на хвосте тёмные с сероватой окантовкой. Верхняя половина окологлазного кольца окрашена в желтовато-коричневый цвет. Нижняя часть тела с ярко выраженными тёмно-коричневыми и желтовато-коричневыми прожилками, нижняя часть полосы на задней стороне тела становятся более темными, нижние кроющие перья хвоста беловато-бурые. Клюв тёмный с оранжевым оттенком у основания и жёлтым кончиком до полностью оранжево-жёлтого цвета (в зависимости от репродуктивного состояния), ноги черноватые.

## Биология
В состав рациона входят листья, цветы, мякоть кактуса и насекомые. Остроклювый земляной вьюрок размножается в основном в сезон дождей. Гнездо, сооружённое самцом, представляет собой сферу с боковым входом (ближе к верху), сделанную из сухой травы и растительности. В кладке четыре беловатых яйца с розоватыми или коричневыми пятнами; инкубационный период продолжается 10—14 (обычно 12) дней; птенцы оперяются через 13—15 дней (реже через 11—17 дней).

## Подвиды
Выделяют два подвида:
- Geospiza difficilis difficilis Sharpe, 1888 — остров Пинта (север Галапагосских островов)
- Geospiza difficilis debilirostris Ridgway, 1894 — запад и центр Галапагосских островов